# Gemerská Panica
Gemerská Panica (in ungherese Gömörpanyit) è un comune della Slovacchia facente parte del distretto di Rožňava, nella regione di Košice.